# پل منصور
پل منصور مربوط به دوره قاجار است و در تبریز، چایکنار، تقاطع منصورو عباسی، پل منصور واقع شده و این اثر در تاریخ ۱۱ مرداد ۱۳۸۴ با شمارهٔ ثبت ۱۲۴۴۰ به‌عنوان یکی از آثار ملی ایران به ثبت رسیده است.